# Tadeusz Sygietyński
Tadeusz Sygietyński est né le 24 septembre 1896 à Varsovie et décédé le 19 mai 1955 dans la même ville, compositeur, directeur de théâtre et chef d'orchestre polonais, fondateur du groupe folklorique « Mazowsze ». 
Il a étudié la musique au conservatoire de musique de Lviv.
En 1911, il continue ses études au conservatoire de musique de Varsovie. Il étudia avec  Zygmunt Noskowski.
En 1913, il s'installe à Leipzig où il démarre des études de médecine, interrompues en 1914, par la Première Guerre mondiale. En juillet 1917, il est arrêté à Varsovie pour désertion, et emprisonné une année entière. Il est ensuite libéré et envoyé sur le front russe. 
En 1921, il devient membre de l'association des musiciens professionnels.
En 1926, il devient directeur artistique et metteur en scène du théâtre Qui Pro Quo de Varsovie.
En 1948, il fonde avec son épouse Mira Zimińska-Sygietyńska, l'ensemble folklorique de danses et musiques polonaises « Mazowsze ». Il composa une vingtaine de danse et près d'une trentaine de chansons pour son groupe folklorique. Après sa mort, en 1955, sa femme deviendra responsable du groupe folklorique Mazowsze.